# مینی (خواننده)
نیچا یونتاراراک (به تایلندی: ณิชา ยนตรรักษ์؛ زادهٔ ۲۳ اکتبر ۱۹۹۷) که با نام مستعار مینی (به انگلیسی: Minnie، به تایلندی: มินนี่) شناخته می‌شود، یک خواننده، ترانه‌سرا، آهنگساز و تهیه‌کنندهٔ موسیقی تایلندی است که در کره جنوبی فعالیت می‌کند. او عضو گروه موسیقی (جی)آیدل است که در ۲ مهٔ ۲۰۱۸، زیرنظر کیوب اینترتینمنت آغاز به کار کرد.

## زندگی شخصی
مینی چندزبانه است. او به زبان‌های تایلندی، انگلیسی، کره ای، ژاپنی و ماندارین صحبت می‌کند.